# Älgesta
Älgesta är en gård i Uppland, nära Arlanda och ungefär en kilometer norr om Husby-Ärlinghundra kyrka. 

## Ägarlängd
- Björn Finnvidsson, odalbonde på Älgesta vid cirka år 1000.